# Mitanni királyainak listája
Mitanni a hurrik állama volt Kis-Ázsia keleti részén és Észak-Mezopotámiában. Az i. e. 15.-14. században az ókori Kelet legjelentősebb katonai hatalma volt, s uralkodóinak kiterjedt diplomáciai levelezéséből kiderül, hogy az egyiptomi fáraókkal egyenrangúnak tartották magukat. A birodalmat i. e. 1270 körül semmisítették meg az asszírok.
Mitanni királyai és uralkodásuk hozzávetőleges dátuma a középső kronológia szerint
Mitanni az asszírok által Hanigalbatnak nevezett térségben létesült, és az i. e. 13. század elejétől – az asszír főhatalom idején – újra Hanigalbat lett a neve.
| Uralkodó                   | Idő                     | Megjegyzés |            |
| -------------------------- | ----------------------- | --- | ---------- |
| Kirta                      | i. e. 1500 – 1490 körül | az államalapítóként tisztelt legendás király                                                                    | Kirta      |
| I. Suttarna                | i. e. 1490 – 1470 körül | Kirta fia(?) | Šuttarna   |
| Parattarna                 | i. e. 1470 – 1450 körül | P/Barat(t)ama, Suttarna vagy Kirta fia                                                                          | Paratama   |
| Parsatatar                 | i. e. 1450 – 1440       | Kirta vagy Suttarna fia, de lehetséges, hogy azonos Parattarnával                                               | Paršatatar |
| Saustatar (vagy Saussatar) | i. e. 1440 – 1410       | Parsatatar fia, az alalahi Idrimi kortársa                                                                      | Šauštatar  |
| I. Artatama                | i. e. 1410 – 1400 körül | Szaustatar fia, IV. Thotmesz és II. Amenhotep kortársa                                                          | Artatama   |
| II. Suttarna               | i. e. 1400 körül – 1385 | III. Amenhotep a 10. uralkodási évében Suttarna leányát vette feleségül                                         | Šuttarna   |
| Artasumara                 | i. e. 1385 – 1380       | II. Suttarna fia                                                                                                | Artašumara |
| Tusratta                   | i. e. 1380 – 1350       | I. Szuppiluliumasz, III. Amenhotep és Ehnaton kortársa, az amarna-levelek közül néhánynak szerzője és címzettje | Tušratta   |
| II. Artatama               | i. e. 1350              | trónbitorló, ismert egy szerződése I. Szuppiluliumasszal                                                        | Artatama   |
| III. Suttarna              | i. e. 1350 – 1325       | a trónbitorló II. Artatama fia, fiai Birjavaza és Etakkama                                                      | Šuttarna   |
| Sattivaza (vagy Mattivaza) | i. e. 1325 – 1320       | születési neve (Kili-Tesub), Tusratta fia, Pijaszilisz által trónra ültetett király                             | Šattiwaza  |
| I. Sattuara                | i. e. 1320 – 1300       | I. Adad-nirári vazallusa, ettől kezdve Mitanni neve újra Hanigalbat                                             | Šattuara   |
| Vaszasatta                 | i. e. 1300 – 1280       | Sattuara fia | Wasašatta  |
| II. Sattuara               | i. e. 1280 – 1270       | Vaszasatta fia vagy unokaöccse, vagy azonos I. Sattuarával                                                      | Šattuara   |